# 関ジャニズム LIVE TOUR 2014≫2015
- SUPER EIGHTのライブ一覧 > 関ジャニズム LIVE TOUR 2014≫2015
- 関ジャニズム > 関ジャニズム LIVE TOUR 2014≫2015

『関ジャニズム LIVE TOUR 2014≫2015』（カンジャニズム ライヴツアー 2014 2015）は、2014年11月16日から2015年1月12日にかけて開催された関ジャニ∞のライブツアー。2015年4月29日にINFINITY RECORDSから12枚目のライブDVD/Blu-rayとして発売された。

## 概要
- 前作『十祭』から約4か月でのリリース。
- 本作はDVD初回限定盤、DVD通常盤、Blu-ray盤の3形態でリリース。
- 2014年11月16日から開催された5大ドームツアー『関ジャニズム LIVE TOUR 2014≫2015』の千秋楽である2015年1月12日の京セラドーム大阪公演を収録。
- 初回限定盤の特典DVDには、「関ジャニ∞ハウス」と題した、本ライブツアーのメイキングや各会場のMCダイジェストを収録。
- Blu-ray盤には、「Masterpiece」「絆奏 [ばんそう]」「ドヤ顔人生」「オモイダマ」のマルチアングルと、「三十路少年」の各会場の面白映像を収録。
- 初回限定盤は、スペシャルパッケージ仕様となっており、LIVE PHOTO BOOK（44P）を封入。

## 公演日程
| 年     | 月   | 日   | 開演時間 | 会場                          |
| ------ | ---- | ---- | -------- | ----------------------------- |
| 2014年 | 11月 | 16日 | 15:00    | 札幌ドーム（北海道）          |
| 2014年 | 12月 | 17日 | 18:00    | 東京ドーム（東京都）          |
| 2014年 | 12月 | 18日 | 17:00    | 東京ドーム（東京都）          |
| 2014年 | 12月 | 19日 | 17:00    | 東京ドーム（東京都）          |
| 2014年 | 12月 | 25日 | 19:00    | ナゴヤドーム（愛知県）        |
| 2014年 | 12月 | 27日 | 17:00    | ナゴヤドーム（愛知県）        |
| 2014年 | 12月 | 28日 | 15:00    | ナゴヤドーム（愛知県）        |
| 2015年 | 1月  | 3日  | 17:00    | 福岡ヤフオク!ドーム（福岡県） |
| 2015年 | 1月  | 4日  | 15:00    | 福岡ヤフオク!ドーム（福岡県） |
| 2015年 | 1月  | 8日  | 19:00    | 京セラドーム大阪（大阪府）    |
| 2015年 | 1月  | 9日  | 19:00    | 京セラドーム大阪（大阪府）    |
| 2015年 | 1月  | 11日 | 17:00    | 京セラドーム大阪（大阪府）    |
| 2015年 | 1月  | 12日 | 17:00    | 京セラドーム大阪（大阪府）    |

## 販売形態
- 発売日：2015年4月29日
  - DVD初回限定盤（JABA-5202~5205：4DVD）
    - スペシャルパッケージ仕様
    - PHOTOBOOK（44P）封入

  - DVD通常盤（JABA-5206~5207：2DVD）
  - Blu-ray盤（JAXA-5014：Blu-ray）
    - 5.1chサラウンド収録

## 収録内容

### 本編映像（セットリスト）
※各DVD盤は、Disc 1にM-1~15、Disc 2にM-16以降を収録。
1. EJ☆コースター
2. 無責任ヒーロー
3. がむしゃら行進曲
4. RAGE
5. FUN FUN FUN FUN FUN FUN FUN FUN
6. 三十路少年
7. アダムとイヴ / 横山裕・大倉忠義
8. アイスクリーム / 安田章大・錦戸亮
9. 道 / 渋谷すばる・丸山隆平
10. Masterpiece
11. フローズンマルガリータ
12. ふたつ手と手
13. CloveR
14. T.W.L
15. Cool magic city

＜MC＞
1. 『愛 Love You』 / 村上信五 A.K.A. KING
2. Butterfly I Loved / 大倉忠義
3. 愛以外のなんでもない / 錦戸亮
4. fantastic music! / 横山裕
5. Revolver / 渋谷すばる
6. アイライロ / 安田章大
7. ワンシャン・ロンピン♬ / 丸山隆平
8. 絆奏 [ばんそう]
9. 象
10. キング オブ 男!
11. ＜シングルメドレー＞
  1. 好きやねん、大阪。
  2. ワッハッハー
  3. 関風ファイティング
  4. あおっぱな
  5. へそ曲がり
12. ゆ
13. ドヤ顔人生
14. 言ったじゃないか
15. LIFE〜目の前の向こうへ〜

＜アンコール＞
1. オモイダマ
2. 無限大
3. ズッコケ男道

＜Wアンコール＞
1. イッツ マイ ソウル
2. All is well

＜エンドロール＞
- DVD初回限定盤
  - オモイダマ "関ジャニズム" Remix
- DVD通常盤・Blu-ray盤
  - がむしゃら行進曲 "関ジャニズム" Remix

### 特典映像

#### DVD初回限定盤
| #         | タイトル                 | 作詞   | 作曲・編曲 | 時間  |
| --------- | ------------------------ | ------ | ---------- | ----- |
| 1.        | 「みそじい」             |        |            | 50:42 |
| 2.        | 「すば散歩」             |        |            | 18:19 |
| 3.        | 「ツアーメイキング映像」 |        |            | 65:06 |
| 合計時間: | 合計時間:                | 134:07 |            |       |

| #         | タイトル           | 作詞   | 作曲・編曲 | 時間   |
| --------- | ------------------ | ------ | ---------- | ------ |
| 1.        | 「MCダイジェスト」 |        |            | 194:47 |
| 合計時間: | 合計時間:          | 194:47 |            |        |

#### Blu-ray盤
| #         | タイトル            | 作詞  | 作曲・編曲 | 時間  |
| --------- | ------------------- | ----- | ---------- | ----- |
| 1.        | 「三十路少年」      |       |            | 20:12 |
| 2.        | 「Masterpiece」     |       |            | 3:38  |
| 3.        | 「絆奏 [ばんそう]」 |       |            | 3:01  |
| 4.        | 「ドヤ顔人生」      |       |            | 4:12  |
| 5.        | 「オモイダマ」      |       |            | 5:02  |
| 合計時間: | 合計時間:           | 36:05 |            |       |

| #         | タイトル        | 作詞  | 作曲・編曲 | 時間 |
| --------- | --------------- | ----- | ---------- | ---- |
| 1.        | 「名古屋1日目」 |       |            | 3:21 |
| 2.        | 「名古屋2日目」 |       |            | 3:21 |
| 3.        | 「福岡1日目」   |       |            | 3:21 |
| 4.        | 「福岡2日目」   |       |            | 3:21 |
| 合計時間: | 合計時間:       | 13:24 |            |      |

| #         | タイトル         | 作詞 | 作曲・編曲 | 時間 |
| --------- | ---------------- | ---- | ---------- | ---- |
| 1.        | 「丸山ギャグ①」  |      |            | 1:42 |
| 2.        | 「丸山ギャグ②」  |      |            | 1:42 |
| 3.        | 「丸山モノマネ」 |      |            | 1:42 |
| 4.        | 「安田ギャグ」   |      |            | 1:42 |
| 合計時間: | 合計時間:        | 6:48 |            |      |

## CD未収録曲

### Butterfly I Loved
『Butterfly I Loved』（バタフライ アイ ラブド）は、大倉忠義の楽曲。
本曲は、大阪松竹座でライブを行っていた時期から披露されてきた楽曲であり、本項映像作品で初めて映像化された。
2022年9月現在、CD未収録である。
2020年に開催された関ジャニ∞の無観客配信ライブ『Johnny's DREAM IsLAND 2020→2025 〜大好きなこの街から〜』では、同公演に大倉が体調不良により欠席した事から、残りのメンバー4人（開催当時）で本曲が急遽披露された。

#### クレジット（Butterfly I Loved）
- 作詞：大倉忠義
- 作曲：Mo'doo-!
- 作品コード[注 7]：134-1061-0

#### 収録作品（Butterfly I Loved）
ライブ映像
- 本項『関ジャニズム LIVE TOUR 2014≫2015』